# Gregory Wiseman
Gregory Reid Wiseman (* 11. listopadu 1975 Baltimore, Maryland, USA) je americký vojenský pilot a astronaut NASA, 535. člověk ve vesmíru. Roku 2011 byl zařazen do posádky Expedice 40/41 na Mezinárodní vesmírnou stanici (ISS), půlroční misi zahájil 28. května 2014 a setrval na ní do 10. listopadu téhož roku. V dubnu 2023 byl zařazen do posádky Artemis II. Při svém druhém kosmickém letu se třemi kolegy obletí Měsíc.

## Mládí a vojenská kariéra
Gregory Wiseman se narodil ve městě Baltimore ve státě Maryland. Zde také navštěvoval střední školu. Poté studoval na Rensselaerově polytechnickém institutu (Rensselaer Polytechnic Institute), který absolvoval roku 1997 s hodností bakaláře v oboru výpočetní techniky a systémového inženýrství. Od roku 1997 sloužil v Námořnictvu Spojených států amerických. Na základně v Pensacole prošel leteckým výcvikem a od roku 1999 byl přidělen ke 101. stíhací peruti v námořní letecké základně Oceana ve Virginii, kde se učil létat na F-14 Tomcat. Poté byl převelen k 31. stíhací peruti a dvakrát nasazen na Středním východě. V letech 2003–2004 studoval na Škole zkušebních pilotů námořnictva (U.S. Naval Test Pilot School) na námořní letecké základně Patuxent River v Marylandu. Poté sloužil u 23. testovací a hodnotící perutě (Air Test and Evaluation Squadron Two Three, VX-23) tamtéž. O několik let později se vrátil do Oceany, když přešel ke 103. stíhací peruti.

## Kariéra v NASA
Roku 2003 se zúčastnil 19. náboru astronautů NASA, uspěl napodruhé o šest let později v 20. náboru a 29. června 2009 byl zařazen mezi americké astronauty. Dvouletý základní kosmonautický výcvik dokončil v červenci 2011.

### 1. kosmický let – Expedice 40/41 na ISS
V srpnu 2011 byl zařazen do posádky Expedic 40 a 41 na Mezinárodní vesmírnou stanici (ISS) s plánovaným startem v květnu 2014, posádka současně byla záložní pro Expedici 38/39 startující v listopadu 2013.
Do vesmíru vzlétl 28. května 2014 na palubě Sojuzu TMA-13M ve funkci palubního inženýra lodi, společně s Maximem Surajevem a Alexanderem Gerstem. Po necelých šesti hodinách letu se Sojuz spojil se stanicí ISS a kosmonauti se zapojili do práce Expedice 40. Během letu dvakrát vystoupil do vesmíru (na celkem 12 hodin a 47 minut), na Zemi se s kolegy vrátil 10. listopadu 2014.

### Vedoucí kanceláře astronautů
Po návratu ze své mise se aktivně zapojoval do provozu kanceláře astronautů NASA, která se stará o záležitosti astronautů. Procházel přitom řadou rolí včetně zástupce vedoucího a v prosinci 2020 byl jmenován vedoucím kanceláře jako nástupce Patricka Forrestara. Funkci opustil 14. prosince 2022, aby se zařadil zpět do rotace posádek. Výkonem jeho dosavadní funkce pak byl na několik měsíců pověřen jeho zástupce Andrew Feustel, než do ní byl řádně jmenován další astronaut, Joseph Acabá.

### 2. kosmický let – Artemis II
NASA 3. dubna 2023 oznámila jmenování Wisemana do funkce velitele mise Artemis II, která se nejdříve v listopadu 2024 vydá na asi desetidenní cestu kolem Měsíce.

## Osobní život
Gregory Wiseman je ženatý, má dvě dcery.